# Lahti L-39
Протитанкова рушниця «Лахті» L-39 (фін. Lahti L-39) — фінська протитанкова рушниця періоду Другої світової війни. Розроблена відомим фінським зброярем Аймо Лахті (фін. Aimo Lahti) на замовлення фінської армії. Перші прототипи створювалися під оригінальний 20 мм набій розробки самого Лахті, проте в серії протитанкова рушниця «Лахті» L-39 випускалася під німецький 20 мм набій від зенітних гармат FlaK 30 і FlaK 38, закуплених Фінляндією в Німеччині. З іншого боку, німецькі боєприпаси забезпечували ширшу номенклатуру типів пострілів — бронебійні, запалювальні, осколочно-фугасні тощо. Мала чудову точність, бронепробивність та дальність стрільби, але її розміри ускладнювали транспортування. Її прозвали «Норсупіссі» («Слонова гармата») за свої розміри та величезний ствол, і оскільки броня танків стала занадто товстою для пробиття «Лахті», її використання перейшло на снайперську стрільбу на великі відстані, ураження танків у слабкі місця, а з повністю автоматичним варіантом L-39/44 — як імпровізовану зенітну зброю. У роки Другої Світової війни фінський збройовий завод VKT випустив понад 1900 протитанкових рушниць «Лахті» L-39, які перебували на озброєнні Фінської армії до початку 1960-х років.

## Історія застосування
Під час Зимової війни Фінляндії бракувало протитанкової зброї. Лише дві 20-мм протитанкові рушниці та кілька 13,2-мм кулеметів потрапили на фронт, де 13,2-мм кулемети виявилися неефективними та ненадійними, тоді як більші 20-мм гвинтівки виявилися доволі успішними проти радянської бронетехніки. Попри відносно невелику початкову швидкість бронебійної кулі (900 м/с), на відстані 100 м вона пробивала броню завтовшки 30 мм, тобто броню будь-якого радянського легкого танка того часу (Т-26, БТ-2, БТ-5). Через це Фінляндія зрештою зупинилася на варіанті 20-мм протитанкових рушниць та розпочала їх серійне виробництво.
Рушницю також широко використовували в ході контрснайперської боротьби за тактикою «холодний Чарлі», де фіни використовували манекени, що видавали себе за недбало одягнених офіцерів. Радянські снайпери стріляли по манекенах, а фіни потім відкривали вогонь у відповідь по радянських снайперах з «Лахті» L-39.
У Війні-Продовженні, що була другою з двох війн між Фінляндією та Радянським Союзом під час Другої світової війни, використання «Лахті» L-39 продовжилося. Хоча ця зброя не могла пробити новіші радянські танки, такі як Т-34 та КВ-1, вона все ж виявилася досить ефективною проти прицілів та амбразур бункерів, цілей на великій відстані та навіть літаків. Повністю автоматична версія L39 була виготовлена невеликими партіями та слугувала зенітною гарматою. Іншими хорошими цілями були снайпери та кілька слабких місць на танках, таких як відкриті верхні люки, особливо з фосфорними боєприпасами. Вона навіть могла пошкодити танкові башти та заклинити їх, щоб заблокувати їх поворот.
Близько грудня 1940 року «Лахті» L-39 замінив оригінальний 13,2-мм кулемет L-35/36 на фінському бронеавтомобілі L-182. Цей переобладнаний танк використовувався бронетанковим підрозділом 1-ї дивізії протягом 1941 року.
Кілька гвинтівок залишалися на озброєнні збройних сил Фінляндії після Другої світової війни, служачи як противертолітна зброя, тоді як багато інших було продано колекціонерам, переважно у Сполучених Штатах. Сьогодні ці гвинтівки, особливо ті, що знаходяться в робочому стані, є досить рідкісними та користуються великим попитом. Деяку деактивовану зброю (зі сталевими прутками, ввареними в патронники) було повторно активовано через її цінність. Оскільки боєприпаси рідкісні, їх часто перекалібрують під калібр .50 BMG, щоб знизити вартість використання. У США володіння ними цивільними особами залишається можливим, залежно від федеральних законів та законів штатів. Оскільки зброя стріляє набоями калібру більше .50, вона вважається руйнівним пристроєм і підпадає під дію Національного закону про вогнепальну зброю 1934 року. Володіння цивільними особами залежить від дотримання цього закону та від того, чи забороняє окремий штат володіння руйнівними пристроями цивільними особами.